# Serica imitans
Serica imitans är en skalbaggsart som beskrevs av Chapin 1931. Serica imitans ingår i släktet Serica och familjen Melolonthidae. Inga underarter finns listade i Catalogue of Life.